# 青森県信用農業協同組合連合会
青森県信用農業協同組合連合会（あおもりけんしんようのうぎょうじょうどうくみあいれんごうかい、The Credit Federation of Aomori Prefetural Agricuitural Cooperatives）は、青森県青森市に本所を置き、青森県内の農業協同組合（JA）の信用事業を統括していた県域農協系金融機関。

## 概要
通称は「JA青森信連」。
2009年9月24日に為替決済・公庫受託の各業務等以外の事業の大半を農林中央金庫へ譲渡し、暫定信連へ移行した。2012年10月9日に、残っていた全事業を農林中央金庫に譲渡し、最終統合した。また、それに先立ち2009年7月18日に青森農業協同組合（JA青森）へ個人貯金等の一部事業譲渡を行っている。当連合会等と信用事業を行う青森県内のJAを「JAバンク青森」と総称していた。
なお「JAバンク青森」は現在も青森県におけるJAバンク事業の総称として農林中央金庫青森支店主宰で用いられている。

## 沿革
- 1948年8月 - 設立。
- 2009年
  - 7月18日 - 青森農業協同組合に信用事業の一部を譲渡[2]。
  - 9月24日 - 農林中央金庫に信用事業の一部を譲渡[3][4]。
- 2012年10月9日 - 農林中央金庫に全事業譲渡。最終統合を完了。
- 2013年3月 - 清算結了[5]。